# Лабашум
Лабашум — правитель стародавнього шумерського міста Урук, правління якого припадало приблизно на першу половину XXVI століття до н. е.